# Географія Південної Америки

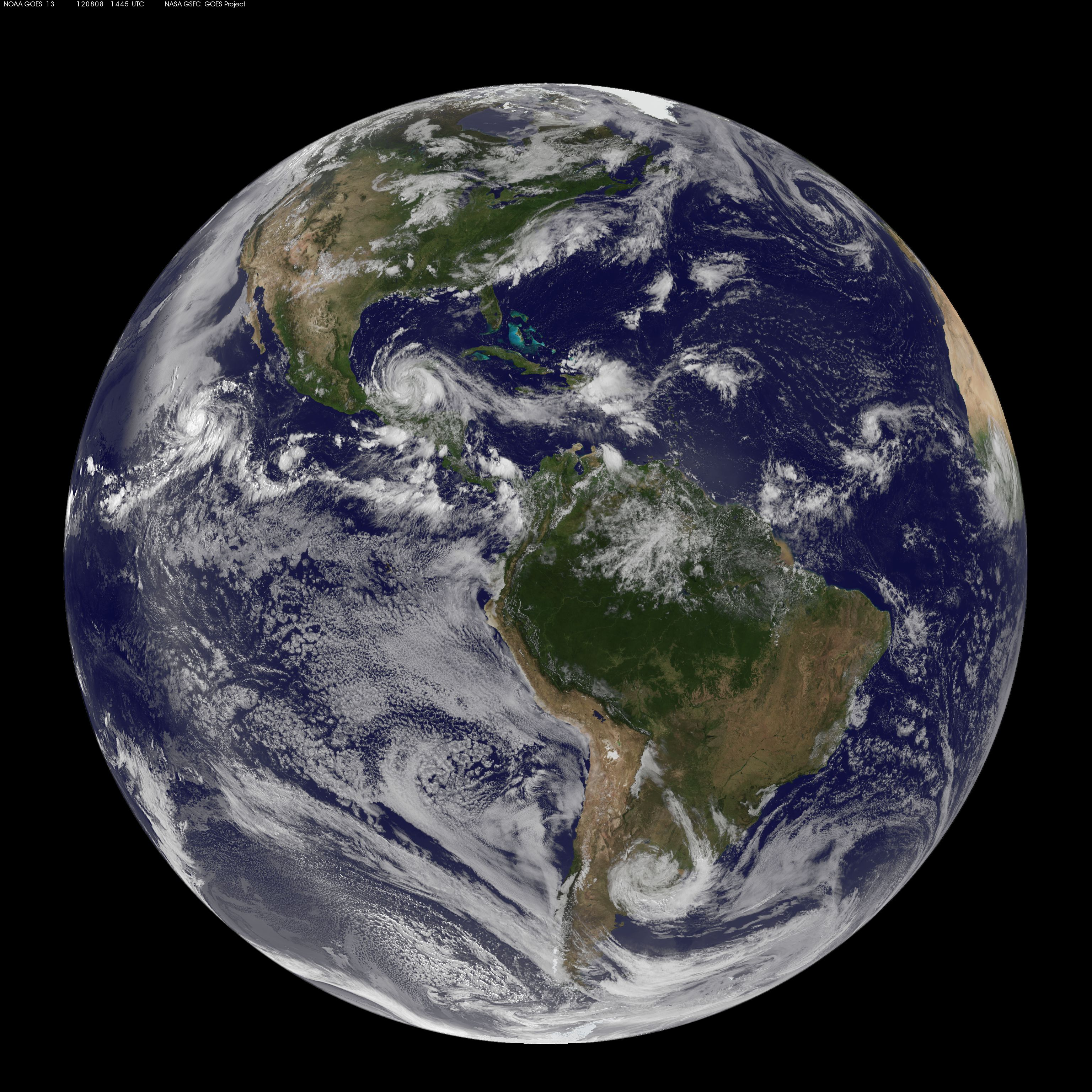
Південна Америка з космосу

Географія Південної Америки формувалась завдяки тектонічним, геологічним, кліматичним та біологічним процесам, природа материка має багато природних та кліматичних зон. Материк розташовано у південній, північній та західній півкулі. Південна Америка, четвертий за розмірами материк, майже вдвічі більший за Європу (13 % поверхні суходолу Землі), що простягнувся від мису Гальїнас на Карибському узбережжі Колумбії до мису Горн на південному краї острова Горн, що лежить поруч з Вогняною Землею. Максимальна ширина континенту (5120 км) між мисом Париньяс (Перу) на заході і мисом Кокейрос до півночі від Ресіфі (Бразилія) на сході; Площа материку дорівнює 17864 тис. кв. км. Найбільша річка Південної Америки — Амазонка; найбільше озеро — Маракайбо, на материку розташовано найвище судноплавне озеро світу озеро Тітікака. Материк має багату флору та  фауну. На території Південної Америки живе 5,6 % населення світу. На материку розташована Ла-Пас (найвище розташована столиця світу), пустеля Атакама, руїни інків у Мачу-Пікчу.

## Розташування
Материк перетинається екватором, більша частина материку (5/6 частина) розташована у південній півкулі, а 2/3 у межах теплого теплового поясу. Материк омивається водами Тихого та Атлантичного океанів. Берегова лінія має не велику розчленованість.
- Найпівнічніша точка материка — мис Гальїнас12°25′ пн. ш. 71°35′ зх. д. / 12.417° пн. ш. 71.583° зх. д.
- Найпівденніша точка материка — мис Фроуерд53°54′ пд. ш. 71°18′ зх. д. / 53.900° пд. ш. 71.300° зх. д.на півострові Брунсвік, південне Чилі.
- Найсхідніша точка материка — мис Кабу-Бранку7°08′55″ пд. ш. 34°47′48″ зх. д. / 7.14861° пд. ш. 34.79667° зх. д.
- Найзахідніша точка материка — мис Паріньяс4°45′ пд. ш. 81°20′ зх. д. / 4.750° пд. ш. 81.333° зх. д.

Вздовж півн.-зах. і зах. околиці Півд. Америки тягнеться могутній гірський пояс Анд (г. Аконкаґуа, 6960 м), який складається з субширотних і меридіональних хребтів — Північні, Східні, Центральні, Західні, Берегові Кордильєри Анд, між якими лежать внутр. плоскогір'я і плато (Пуна, Альтіплано — в Болівії і Перу) або западини.
Південна частина — Патагонські Анди (вис. до 4058 м) з активним вулканізмом і заледенінням. Велика частина материка зайнята Бразильським (г. Бандейра, 2890 м) і Гвіанським (г. Небліна, 3014 м) плоскогір'ями, розділеними великою Амазонською низовиною (Амазонією).
На північний захід від Гвіанського плоскогір'я лежить низовина Оріноко, на зах. і півд.-зах. від Бразильського плоскогір'я — рівнини Гран-Чако, Межиріччя, Пампа. На крайньому півдні до Анд примикає плато Патагонії (до 2200 м).

## Геологічна будова та рельєф

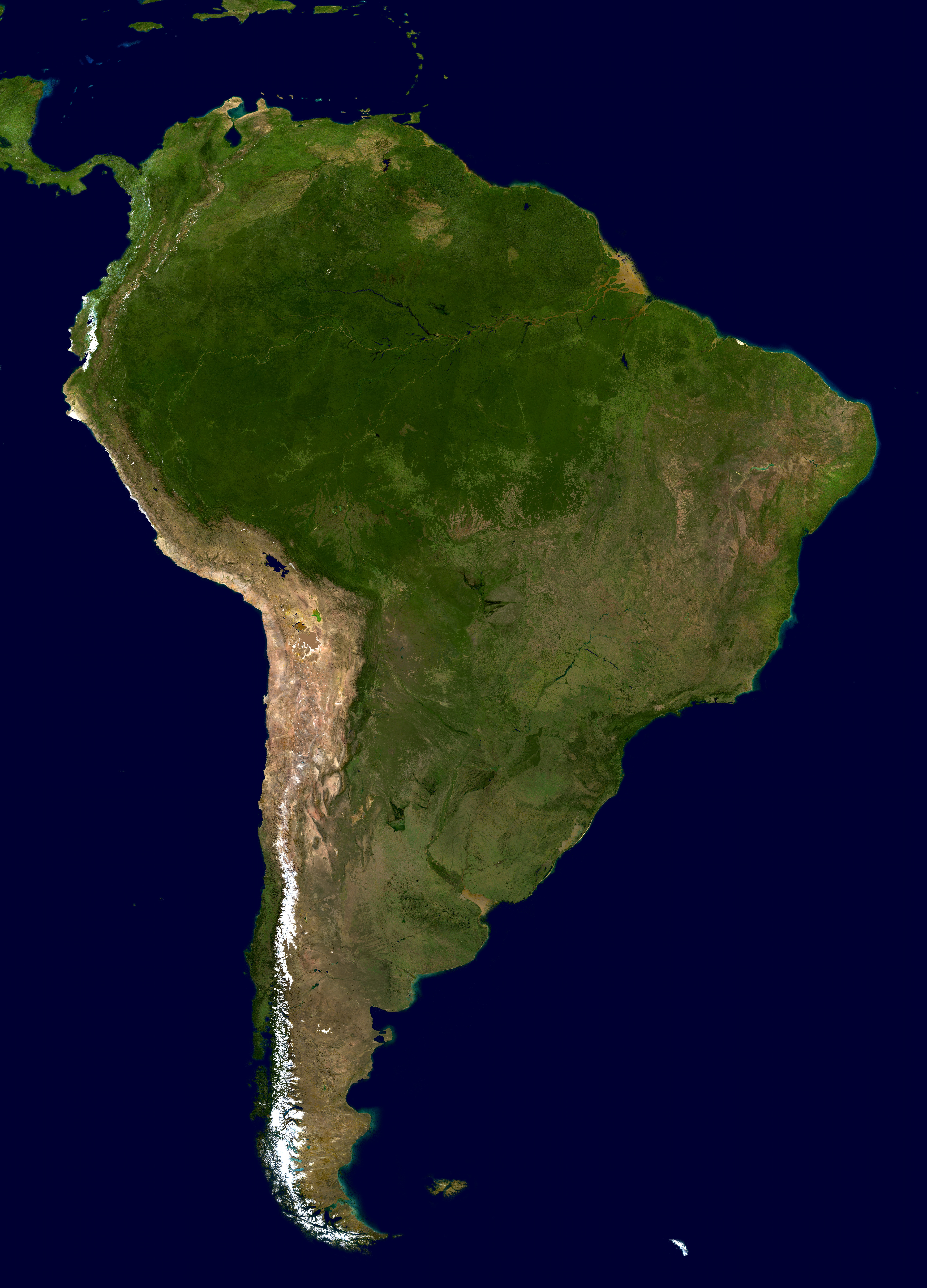

За характером геологічної будови й особливостями сучасного рельєфу Південна Америка поділена на дві частини: на сході — древня докембрійська Південно-Американська платформа; на заході — складчастий пояс Анд.
Піднятим ділянкам платформ — щитам — в рельєфі відповідають Бразильське (східна частина континенту) й Гвіанське (північно-східна частина) нагір'я. Їх підняття супроводжувалось утворенням окремих плато й гірських хребтів з крутими, майже вертикальними схилами. Найбільш піднятою й розчленованою є східна частина Бразильського нагір'я, де виникли брилові гори — сьєри. Найвища точка Бразильського нагір'я — масив Бандейра (2890 м). Найвища точка Гвіанського нагір'я — гора Рорайма (2810 м).
Прогинам Південно-Американської платформи відповідають гігантські низинні рівнини — Амазонська, Оринокська, Ла-Платська. Амазонія займає величезну заболочену низовину від Анд до Атлантичного океану площею понад 5 млн км² і є найбільшою низовиною на Землі.
Анди — найдовша гірська система планети, їх довжина —  близько 9000 км. Анди являють собою одну з найвищих гірських систем земної кулі. З висотою вона поступається лише Тибетсько-Гімалайській гірській країні. 20 вершин Анд піднімаються на висоту понад 6000 метрів. Найвища з них — гора Аконкаґуа (6960 м) розташована в Чилійсько-Аргентинських Андах.(. Формування Анд розпочалось ще в палеозої, в герцинську складчастість. Але основне горотворення в Андах пов'язано з альпійською складчастістю, відтак Анди — переважно молоді гори, що утворилися під час зіткнення літосферних плит на заході материка. У зв'язку з цим в Андах спостерігаються сильний вулканізм (вулкани Льюльяйльяко (6723 м — найвищий на земній кулі), Чимборасо, Котопахі, Санґай, Гуаскаран та інші) й землетруси (найбільшої руйнації завдали землетруси 1960 року — в Чилі, 1970 року — в Перу).
Льодовики Анд надають рельєфу гір різноманітних, часто примхливих, форм. Тут багато грабенів і піків, кріслоподібних заглиблень на схилах гір.

## Клімат

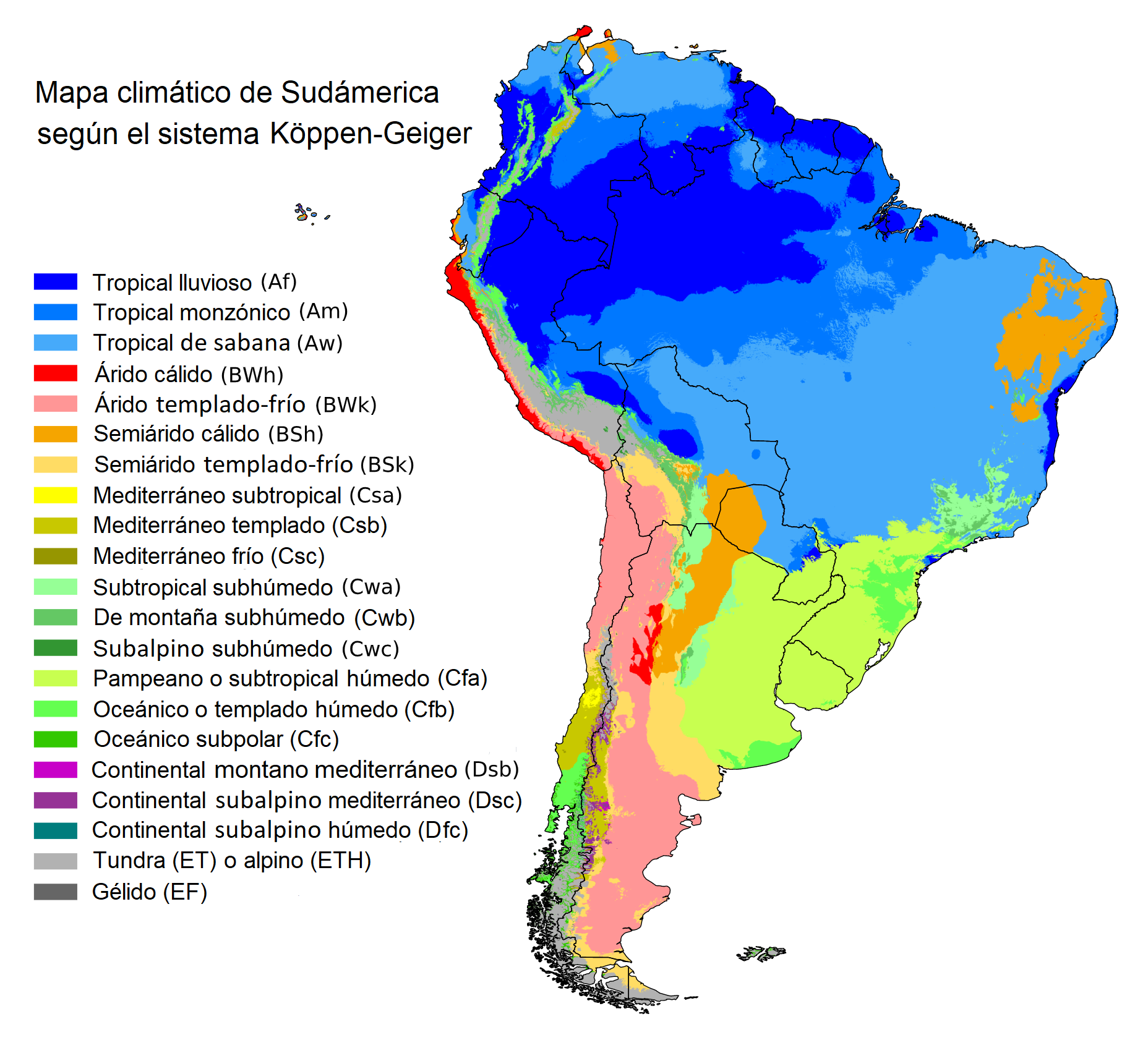
Кліматичні зони Південної Америки

Клімат субекваторіальний і тропічний, з сухим і вологим періодами, в Амазонії екваторіальний, постійно вологий, на півдні субтропічний і помірний. Визначається географічним положенням її території, особливостями планетарної циркуляції атмосфери, впливом навколишніх водних просторів океанів й океанічних течій, а також особливостями макрорельєфу.
Південна Америка перетинається екватором в північній частині. Тому материк простягся від субекваторіальних широт північної півкулі до помірних широт південної півкулі. В помірні широти заходить лише найвужча частина материка. Таким чином, основна частина материка лежить в екваторіальному, субекваторіальному, тропічному і субтропічному поясах й отримує значні суми сонячної радіації.
Основна частина материка розташована в зоні пасатної циркуляції з переважанням на північ від екватора північно-східних, на південь — південно-східних вітрів з боку Атлантичного океану. Повітряні маси з Атлантики насичені вологою (цьому сприяють теплі течії біля східного узбережжя материка) й приносять сильні опади на східне узбережжя материка і, за відсутності перешкод зі сторони рельєфу, проникають аж до Анд, зволожуючи їх східні схили. Внаслідок дії пасатів східні узбережжя Південної Америки дістають близько 2000—3000 мм опадів за рік, а внутрішні рівнинні області подекуди отримують упродовж року понад 1 000 мм опадів. Завдяки цьому Південна Америка є найвологішим материком на Землі.
Вплив Тихого океану в Південній Америці відчутний тільки на вузькій смузі західного узбережжя материка. Це пов'язано з орографічним бар'єром у вигляді Анд, які перешкоджають проникненню повітряних мас з Тихого океану. Крім того, поблизу західного узбережжя Південної Америки протікає холодна Перуанська течія, яка перешкоджає утворенню опадів. Тому тут утворюється пустеля Атакама, де опади — надзвичайно рідкісне явище. Більша частина західного узбережжя материка отримує 150—200 мм опадів за рік.
Південна частина західного узбережжя материка лежить в помірних широтах й перебуває під впливом західного перенесення. На західних схилах Патагонських Анд випадає 2000—3000 мм опадів на рік.
В Андах в кожному кліматичному поясі розташована область високогірного клімату, де добре виражена висотна поясність. У нижньому поясі гір клімат майже не відрізняється від клімату прилеглих рівнин. Але при піднятті на кожний кілометр підйому відбувається зниження температури на 6°С, зниження тиску на 100 мм ртутного стовпчика, зростає кількість опадів. Анди в Південній Америці перетинають всі кліматичні пояси й мають різну висоту, тому склад висотних поясів на окремих широтах відрізняється. Висотна поясність найкраще виражена в екваторіальному поясі.

## Гідрографія
Річки материку Амазонка (найбільша у світі і друга за довжиною), Парана, Мадейра, Санто-Франциско, Пурус, Парагвай, Оріноко, Арагуайа, Негро, Уругвай; Найвищий водоспад у світі — Анхель (р. Чурун); Більшість річок впадає в Атлантичний океан: Амазонка, Сан-Франсиску, Оріноко, Парана з Парагваєм та інші.

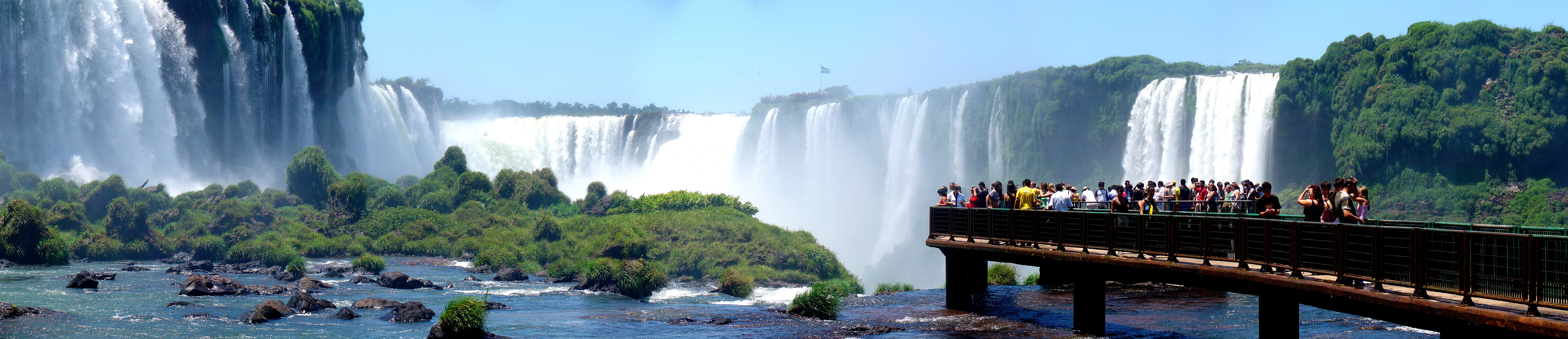
Водоспад Іґуасу.

Живлення більшості річок Південної Америки дощове. Лише деякі річки отримують додаткове живлення за рахунок ґрунтових вод, танення снігу й льоду в горах. Всі великі річки материка несуть свої води в Атлантичний океан. До басейну Тихого океану належать короткі гірські річки Анд. Території внутрішнього стоку займають невеликі площі (всього 6 %).
Амазонка — найбагатоводніша річка планети. Вона має найбільший у світі басейн (близько 7,2 млн км²), в якому може розміститися майже вся Австралія. Витоки Амазонки — в Андах, після їх злиття річка кілька тисяч кілометрів тече рівниною. Живиться Амазонка дощовими водами. В неї впадає більш як 500 приток. Ліві та праві притоки розливаються влітку, але оскільки вони розташовані у субекваторіальних поясах Північної та Південної півкуль, то Амазонка повноводна протягом року.
Уявлення про величезну масу води, що несе Амазонка, дає її глибина. У нижній течії вона становить понад 100 м. Щосекунди річка скидає в Атлантичний океан у 130 разів більше води, ніж Дніпро. Під час повені вона розливається на 80-100 км.
Парана — друга за величиною річка Південної Америки, яку корінне населення називає «матір'ю моря». Каламутний слід річки помітний в Атлантиці на відстані 100—150 км від берега. За водністю Парана посідає шосте місце з-поміж найбільших річок планети. Парана прокладає свій шлях крізь міцні породи фундаменту платформи, тому для неї звичайними є пороги і водоспади. Мальовничий водоспад Ігуасу на притоці з тією самою назвою спадає з висоти 72 м, розбиваючись на кілька сотень струменів і потоків.
Оріноко бере початок на Гвіанському плоскогір'ї, тому в її долині дуже багато стрімких схилів та уступів, де утворюються водоспади. На одній з приток Оріноко розташований найвищий водоспад світу — Анхель. Його води спадають з висоти 1 054 м. Оріноко також живиться дощовими водами і найповноводнішою буває з червня до серпня.
Озера материку — Маракайбо, Патус, Тітікака, Поопо. Маракайбо — одне з найдавніших озер на Землі має лагунне походження. Озеро Тітікака  — найвище судноплавне озеро світу, розташовано разом з Поопо у безстічному басейні Центральних Анд. 

## Фізико-географічне районування

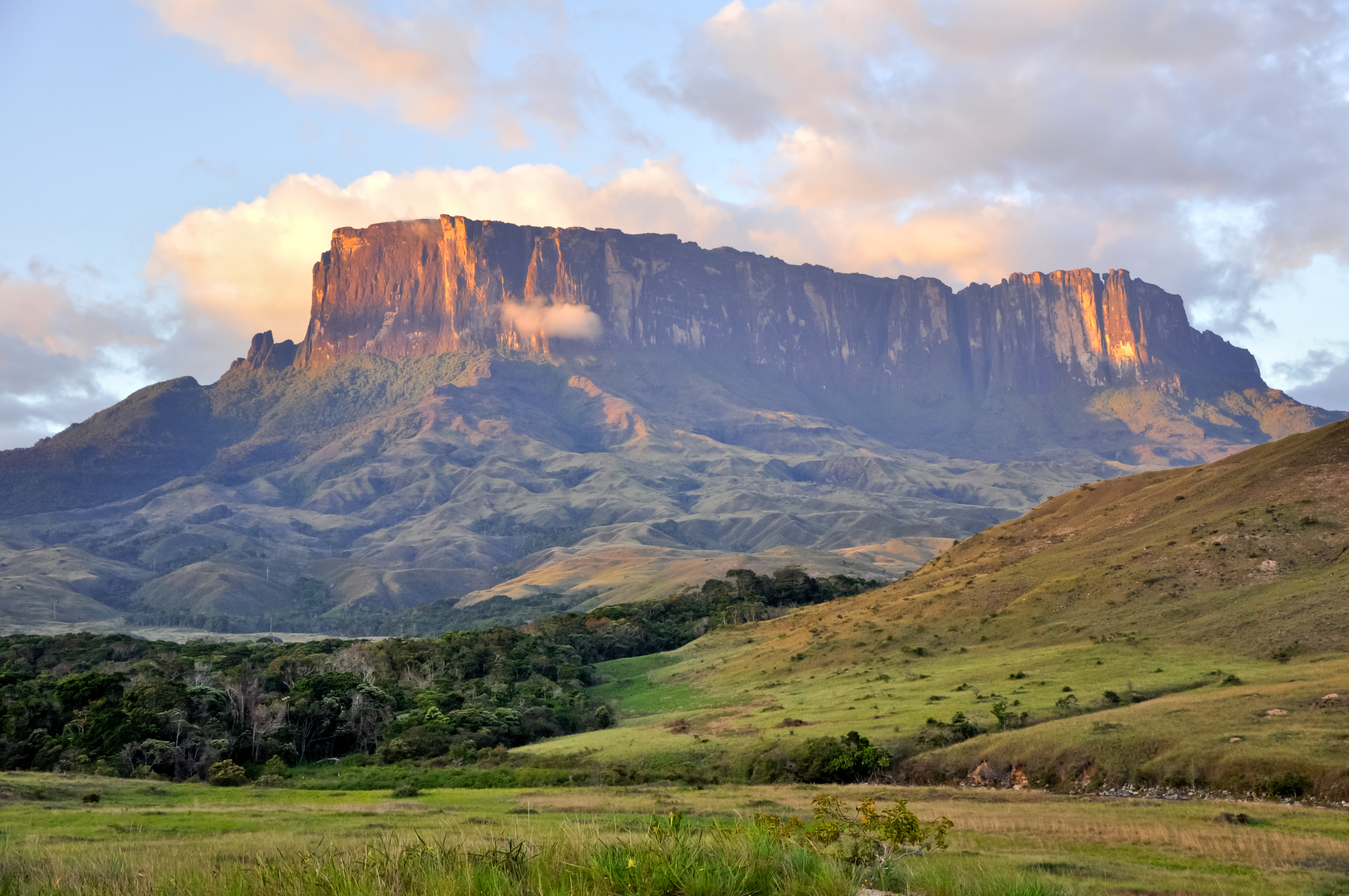
Гвіанське плоскогір'я

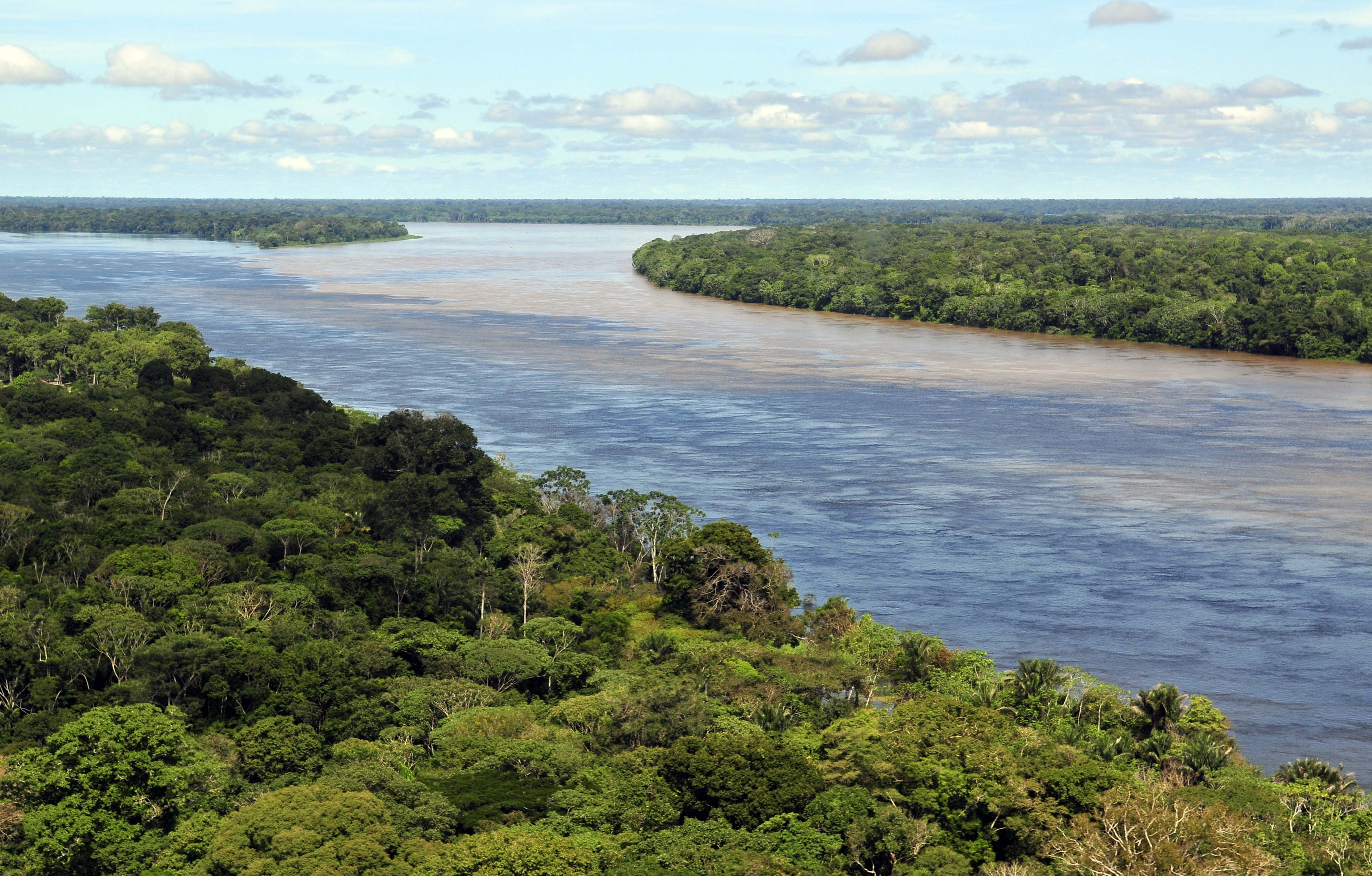
Амазонка

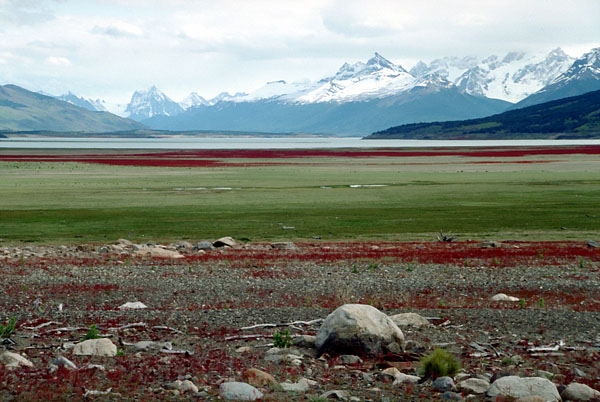
Патагонія

За фізико-географічне районуванням Південна Америка поділяється на 7(9) фізико-географічних країн:
- Гвіанське плоскогір'я (розташоване на північному сході Південної Америки і займає однойменне плоскогір'я — залишок давньої платформи, з ерозійно-денудаційним рельєфом, скельними масивами, численними водоспадами; клімат екваторіальний і субекваторіальний з рясними опадами; ґрунти: сильно вивітрені червоноземи і жовтоземи; рослинність: вологі тропічні ліси (гілея), багаті на ендеміків);
- Орінокська рівнина (розташована в басейні річки Оріноко в крайовому прогині між Андами і Гвіанським плоскогір'ям; характеризується густою річковою системою із значною повноводністю; клімат субекваторіальний із вологим літом і сухою зимою; панують саванові ландшафти);
- Амазонія (одна з найбільших рівнинних територій у світі, утворена алювіальними відкладами, принесеними річкою Амазонка та її притоками; клімат екваторіальний, вологий, з опадами понад 2000 мм/рік; ґрунти бідні, фералітні; рослинність: вологий тропічний ліс (амазонська гілея), найбільший масив дощових лісів на планеті із найвищім у світі біорізноманіттям);
- Бразильське плоскогір'я (займає значну частину Східної Бразилії, складене з древніх кристалічних порід з висотами від 500 до 2000 м; клімат субекваторіальний і тропічний, з вираженою сезонністю; водотоки: численні річки з водоспадами й порогами; ґрунти: латеритні, червоноземи; рослинність: галерейні ліси, савани і сухі чагарники);
- Ла-Платська низовина (розташована на південному сході материка, між Бразильським плоскогір'ям і Пампасами; включає басейн річок Парагвай, Парана і Уругвай; клімат тропічний і субтропічний; ґрунти алювіальні; рослинність: вологі субтропічні ліси, болотна рослинність);
- Патагонія (займає південні частини Аргентини та Чилі, обмежена Андами і Атлантичним узбережжям; переважно плоскогір'я і низькогір'я; клімат помірно-континентальний, аридний; слабо розвинені сіро-бурі ґрунти; рослинність напівпустельна й пустельна, з переважанням злаків та чагарників);
- Андська гірська країна (простягається понад 9000 км вздовж західного узбережжя Південної Америки; часто поділяється на 3 окремі фізико-географічні країни: Північні Анди (розчленовані, з вулканічними масивами), Центральні Анди (плато Альтіплано, вулкани, солончаки та сухі долини) і Південні Анди (вкриті льодовиками, фіордами, численними озерами); клімат і ґрунтово-рослинний покрив різноманітні, мають чітко виражену висотну поясність і залежність від широти місцевості).

### Природні зони

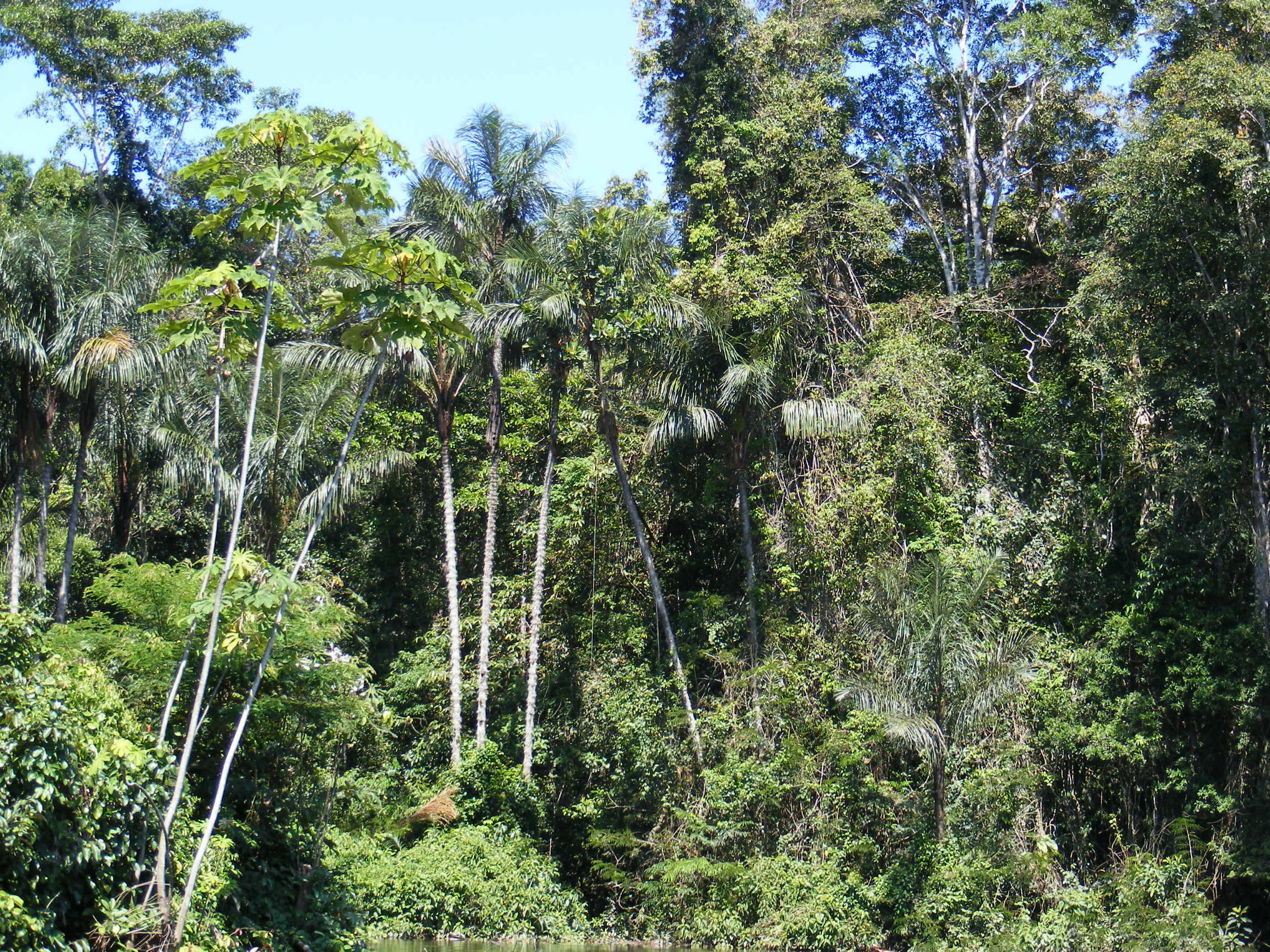
Екваторіальний дощовий ліс

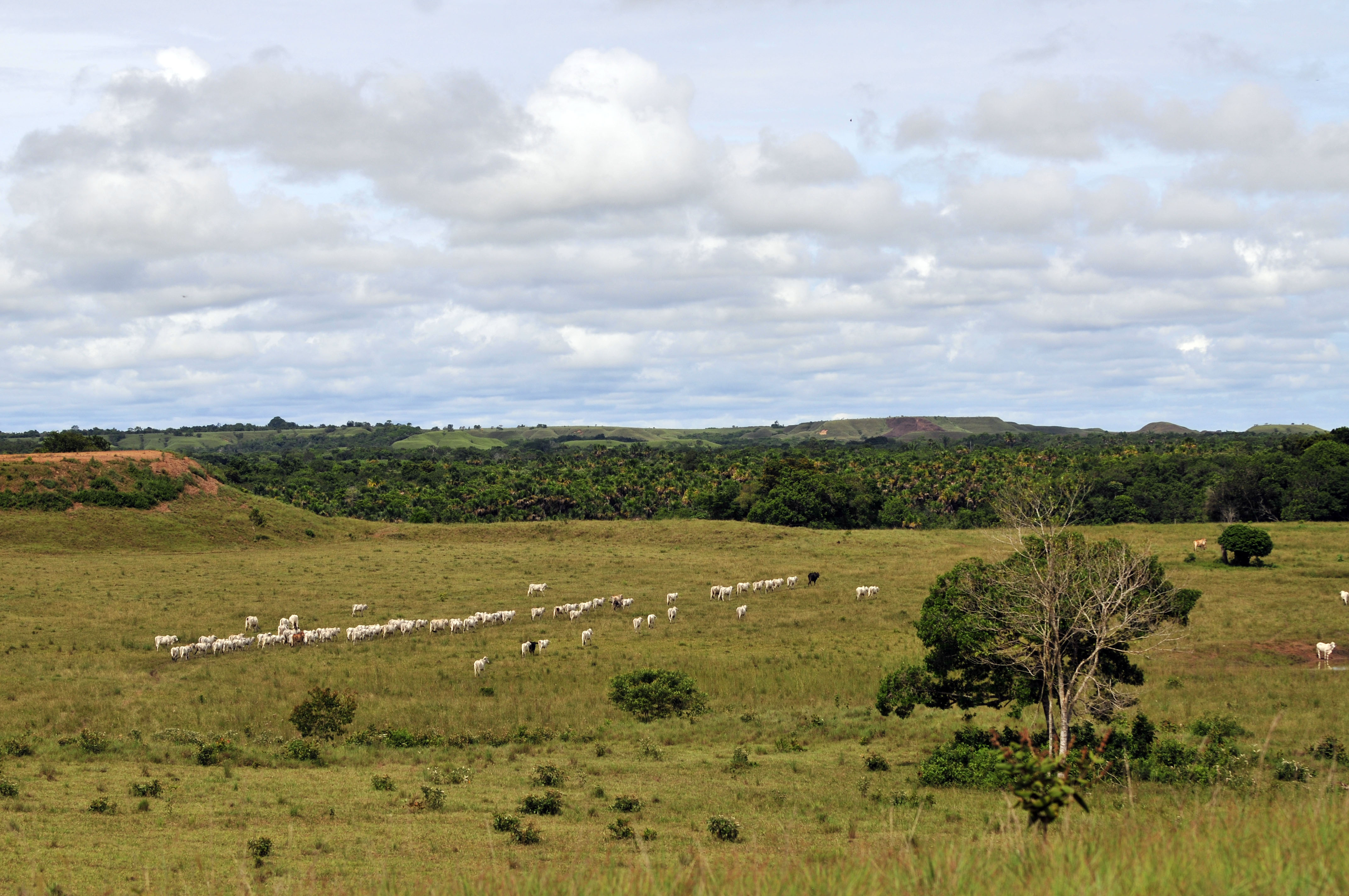
Колумбійський льянос

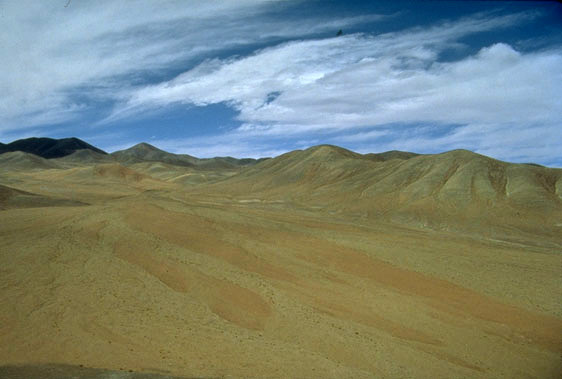
Пустеля Атакама

Північна Америка лежить у межах 6 фізико-географічних (природних) зон:
- екваторіальних лісів (гілея) (займає північну частину континенту — території басейну Амазонки, низовини Оріноко, частину Гвіанського та Бразильського плоскогір'їв; клімат екваторіальний, з опадами понад 2000 мм/рік; рослинність: багатоярусні вічнозелені ліси з високою біорізноманітністю);
- субекваторіальних саван і рідколісь (льянос і кампос) (льянос займають басейн Оріноко і   Венесуелу,  кампос — частину Бразилії на північ від Амазонії; клімат сезонний, з вологим літом і сухою зимою, високими температурами і річною кількістю опадів 1000—1500 мм; рослинність: високотравні савани, з акаціями і баобабами, у вологих місцях — з пальмами та рідколіссям);
- тропічних і субтропічних пустель та напівпустель (займає західне узбережжя Південної Америки, зокрема пустеля Атакама; клімат надзвичайно посушливий, з опадами менш ніж 50 мм/рік, із значним впливом холодної Перуанської течії; рослинність майже відсутня, подекуди представлена кактусами, молочарями та лишайниками);
- вологих субтропічних і тропічних лісів (поширені в Східній Бразилії, та на південі Бразильського плоскогір'я; клімат вологий тропічний, без виразного сухого сезону; рослинність: вічнозелені тропічні ліси, нині дуже зведені через вирубки);
- субтропічних і помірних саван та степів (пампа) (займають Південну Бразилію, Уругвай, північ Аргентини; клімат помірно теплий, з чітко вираженими сезонами, річна кількість опадів 500—1000 мм; чорноземні родючі ґрунти; трав'яниста рослинність із переважанням злаків);
- вологих помірних  лісів (поширені в південних частинах Чилі та Аргентини; клімат помірний морський, з великою кількістю опадів (до 3000 мм на рік) і прохолодним літом; рослинність: вічнозелені помірні ліси з великою кількістю мохів, папоротей та епіфітів).
- напівпустель і пустель помірного поясу (поширені на півдні Аргентини в Патагонії; клімат: сухий, холодний, вітряний, з опадами менше 300 мм	/рік; ґрунти бідні; рослинність: колючі трави, сукуленти, кущі й поодинокі дерева)

Основними висотними поясами в Андах є: 1 — тера (до 1000 м; клімат екваторіальний або тропічний; рослинність: тропічні ліси); 2 — темперада (1000—2000 м; клімат м'який, з регулярними опадами;  рослинність: змішані ліси); 3 — фріа (2000—3500 м;  клімат прохолодний; рослинність: гірські луки, чагарники); 4 — пуна (3500—4500 м; клімат суворий, сухий, із сильними вітрами;  рослинність: розріджена злакова, мохово-лишайникова); 5 — темперада (вище 4500 м; зона з постійними снігами і льодовиками;  рослинність майже відсутня);

### Ландшафти

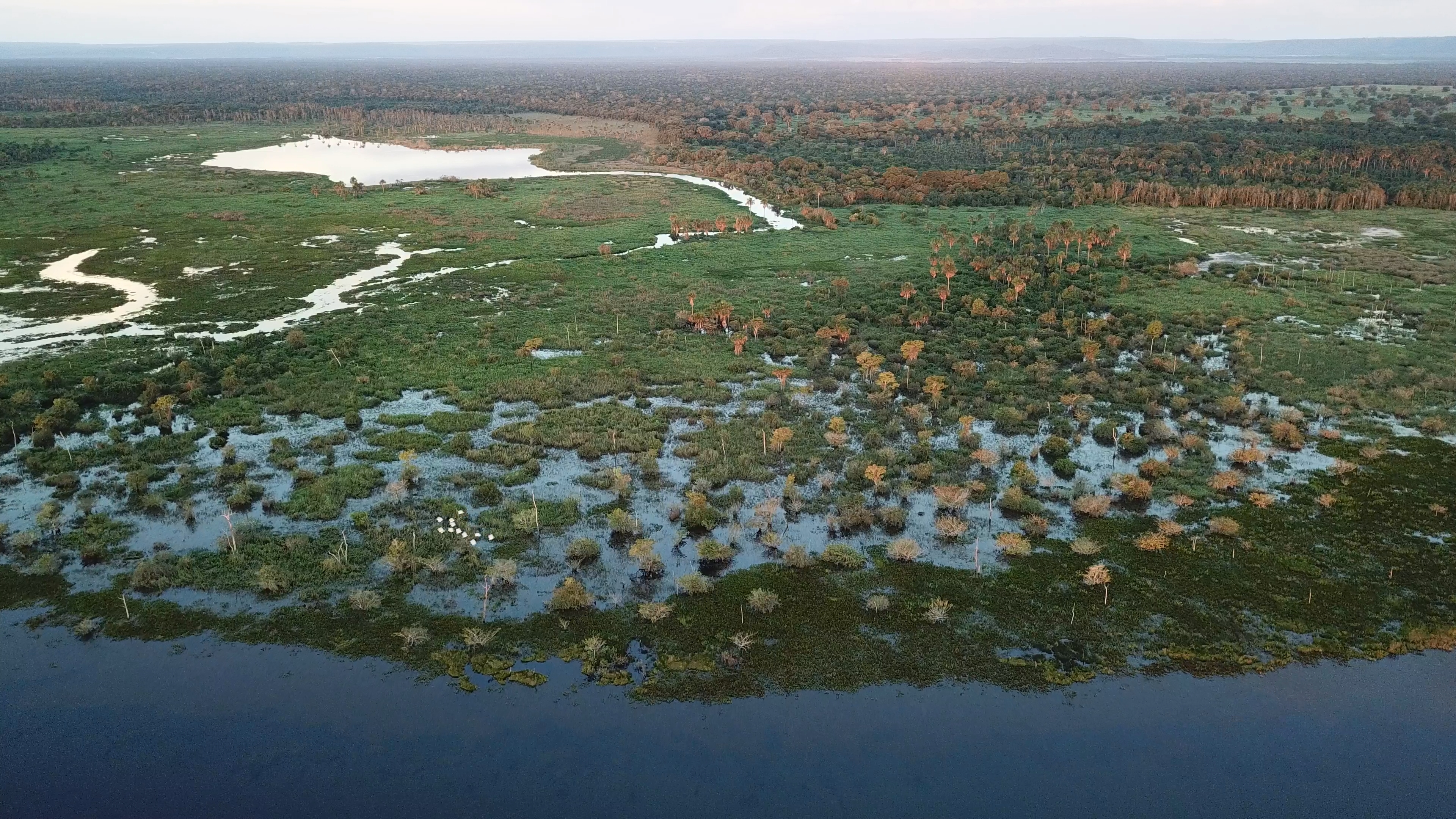
Пантанал

Ландшафтне різноманіття Південної Америки одне з найбільших у світі. Від екватора до субантарктики, від лісів до пустель континент вміщує неймовірну кількість унікальних природних комплексів. Ландшафти Південної Америки належать до 13 типів ландшафтів: 1 — приокеанські лугові; 2 — приокеанські бореальні лісові; 3 — приокеанські суббореальні лісові; 4 — приокеанські напівпустельні; 5 — субтропічні пустельні і напівпустельні; 6 — субтропічні степові; 7 — субтропічні лісостепові і саванові; 8 — субтропічні вологі лісові; 9 — середземноморські; 10 — тропічні пустельні; 11 — саванові; 12 — тропічні вологі лісові; 13 — субекваторіальні й екваторіальні вологі лісові. 
Типи ландшафтів континенту представлені 17 групами ландшафтів: 1 — нізинні алювіальні рівнини; 2 — нізинні лесові рівнини; 3 — низинні пластові рівнини на неогенових і палеогенових континентальних відкладах; 4 — нізинні і піднесені акумулятивні рівнини між гірських западин і крайових прогинів; 5 — піднесені ступінчасті рівнини з водно-льлодовиковою акумуляцією; 6 — піднесені ступінчасті передгірські рівнини з водно-льодовиковою акумуляцією; 7 — піднесені підгірні нахилені рівнини; 8 — піднесені пластові і пластово-моноклинальні рівнини на мезозойських і палеозойських пухких відкладах; 9 — піднесені останцеві пісковикові плато; 10 — піднесені цокольні рівнини на кристалічних породах докембрійських щитів; 11 — піднесені лавові плато; 12 — високі нагір'я внутрішньогірських западин; 13 — нагір'я на протерозойському чохлі древніх платформ Кордильєрського поясу; 14 — складчасті гори на мезозойських і кайнозойських структурах Кордильєрського поясу; 15 — складчасто-глибові гори на палеозойських структурах; 16 — вулканічні гори Кордильєрського поясу; 17 — глибові нагір'я докембрійських платформ та інтрузивів Кордильєрського поясу.

## Охорона природи

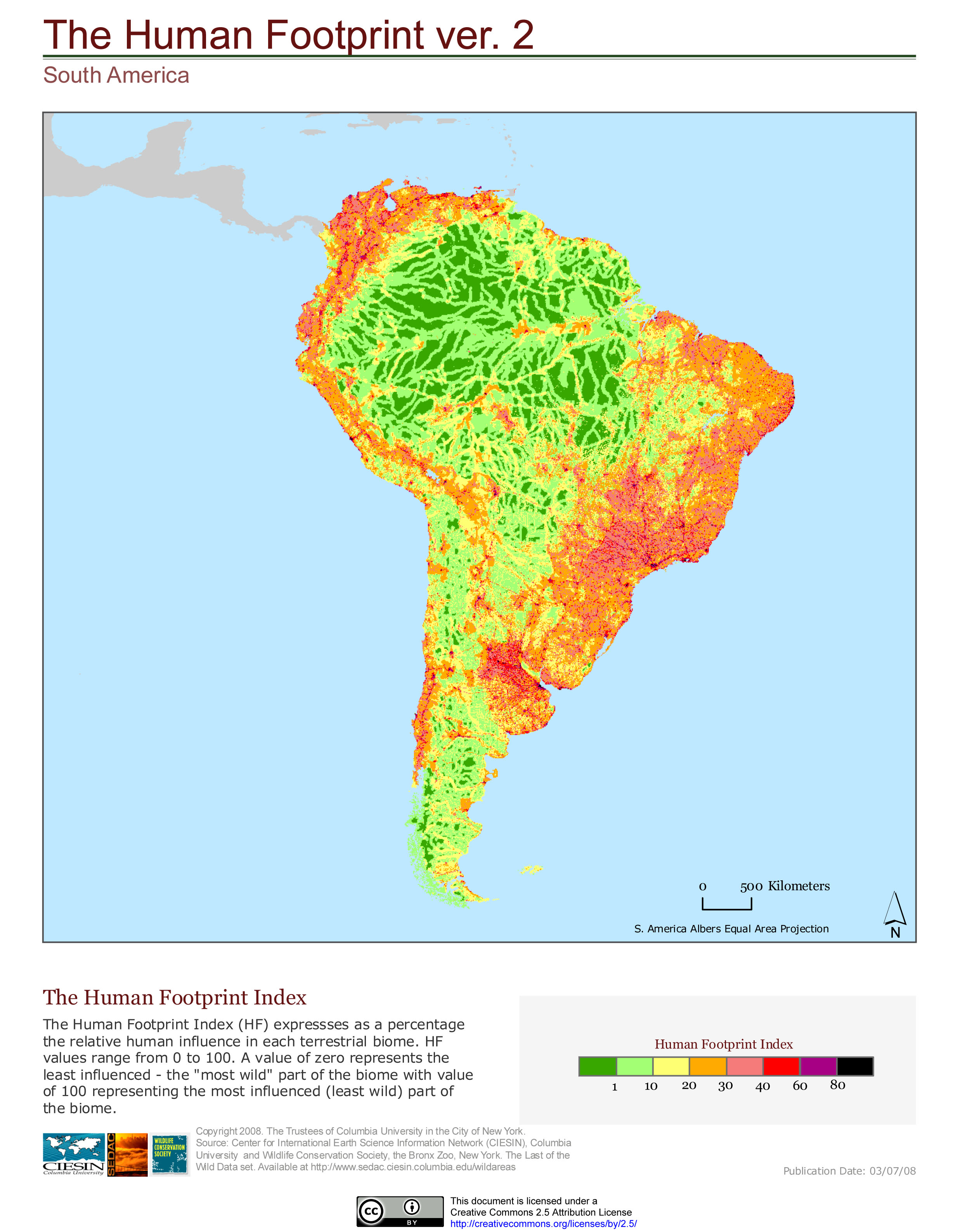
Антропогенне навантаження на території Південної Америки (зелений колір — найменше, червоний — найбільше)

## Населення
Докладніше: Населення Південної Америки
Населення материка становить 434 254 119 осіб, щільність населення складає 21.4км2. На території Південної Америки живе 5,6 % населення світу: індіанці (головним чином в районі Анд), білі європейці та чорні африканці, мулати, метиси і самбо. Значна частина території безлюдна (переважно басейн Амазонки); найгустіше заселене східне узбережжя. 2/3 населення проживає у містах; міські агломерації: Сан-Паулу, Ріо-де-Жанейро, Буенос-Айрес,Богота, Сантьяго, Ліма, Каракас.

## Економіка
На материку розвинуто господарство. Населення Південної Америки постачає на ринки світу 44 % світового виробництва кави (Бразилія, Колумбія), 22 % какао (Бразилія), 35 % — цитрусових фруктів, м'яса (Аргентина, Бразилія), соєві боби (Аргентина, Бразилія), бавовна (Бразилія); Аргентина є другим у світі виробником соняшника, Бразилія — найбільший у світі виробник бананів, другий у світі виробник цинку і третій — марганцю, тютюну і манго; Перу другий у світі виробник срібла, Чилі найбільший у світі виробник міді.

### Сільське господарство
Багато культур виростають в тропічному кліматі Південної Америки. Вирощують кеш'ю і бразильські горіхи та інше. Такі фрукти, як авокадо, ананас, папая і гуава, також ростуть у тропіках Південної Америки. Двома дуже важливими товарними культурами є кава і какао, яке є джерелом какао, основний інгредієнт шоколаду. Бразилія - найбільший в світі експортер кави, а раніше вона була одним з найбільших експортерів какао. У 2000 році грибок поширився за багатьма плантаціями какао в Південній Америці, зруйнувавши економіку регіону і піднявши ціни на шоколад. Виробництво шоколаду в Бразилії, Венесуелі та Еквадорі повільно відновлюється, але більша частина какао в світі зараз надходить з країн тропічної Африки. Помірний клімат Південної Америки є домом для ряду технічних культур та худоби. Кукурудза проводиться в помірному кліматі, а соєві боби стають все більш прибутковою культурою в пампасах. Посушливий клімат зустрічається в пустелях, прибережних районах і внутрішніх регіонах по всій Південній Америці. У деяких з цих кліматів дуже холодно, в інших - дуже жарко, але всі вони отримують дуже мало опадів. Це ускладнює сільськогосподарське виробництво. Однак в оазах пустелі вирощують такі інтенсивно зрошувані культури, як рис і бавовна. Холодний клімат обмежує виробництво сільськогосподарських культур, вони також є домом для тисяч місцевих видів картоплі і місцевого рослини кіноа - зернової культури, що вирощується для отримання їстівних насіння. Картопля зараз - одна з найбільших сільськогосподарських культур в світі. Дев'яносто дев'ять відсотків картоплі, що вирощується в усьому світі, можна віднести до одного виду, який спочатку вирощувався на архіпелазі Чилое більше 10 000 років тому.